# Morkovice-Slížany
Morkovice-Slížany (en allemand : Morkowitz-Slischan) est une ville du district de Kroměříž, dans la région de Zlín, en Tchéquie. Sa population s'élevait à 2 975 habitants en 2025.

## Géographie
Morkovice-Slížany se trouve à 15 km à l'ouest-sud-ouest de Kroměříž, à 34 km à l'ouest-nord-ouest de Zlín, à 45 km à l'est-nord-est de Brno et à 220 km à l'est-sud-est de Prague.
La commune est limitée par Uhřice et Počenice-Tetětice au nord, par Zborovice et Troubky-Zdislavice à l'est, par Hoštice, Litenčice et Nítkovice au sud, et par Pačlavice et Prasklice à l'ouest.

## Histoire
La première mention écrite de la localité date de 1222.

## Transports
Par la route, Morkovice-Slížany se trouve à 18 km de Kroměříž, à 46 km de Zlín, à 51 km de Brno et à 257 km de Prague.